# Terry Rawlings
Pour les articles homonymes, voir Rawlings.
Terry Rawlings est un monteur britannique né le 4 novembre 1933 à Londres et mort le 23 avril 2019 dans le comté d'Hertfordshire en Angleterre.

## Filmographie
- 1977 : La Sentinelle des maudits (The Sentinel) de Michael Winner
- 1978 : La Folle Escapade (Watership Down) de Martin Rosen
- 1979 : Alien - Le huitième passager (Alien) de Ridley Scott
- 1980 : La Malédiction de la vallée des rois (The Awakening) de Mike Newell
- 1981 : Les Chariots de feu (Chariots of Fire) de Hugh Hudson
- 1982 : Blade Runner de Ridley Scott
- 1983 : Yentl de Barbra Streisand
- 1985 : Legend de Ridley Scott
- 1986 : F/X, effets de choc de Robert Mandel
- 1987 : Qui a tué Alice ? (White of the Eye) de Donald Cammell
- 1987 : The Lonely Passion of Judith Hearne de Jack Clayton
- 1989 : Slipstream : Le Souffle du futur (Slipstream) de Steven Lisberger
- 1990 : Bullseye! de Michael Winner
- 1991 : Jamais sans ma fille (Not Without My Daughter) de Brian Gilbert
- 1992 : Alien³ de David Fincher
- 1994 : Absolom 2022 (No Escape) de Martin Campbell
- 1994 : Descente à Paradise (Trapped in Paradise) de George Gallo
- 1995 : GoldenEye de Martin Campbell
- 1997 : Le Saint (The Saint) de Phillip Noyce
- 1998 : U.S. Marshals de Stuart Baird
- 1999 : Haute Voltige (Entrapment) de Jon Amiel
- 2001 : D'Artagnan (The Musketeer) de Peter Hyams
- 2003 : Fusion (The Core) de Jon Amiel
- 2004 : Le Fantôme de l'Opéra (The Phantom of the Opera) de Joel Schumacher